# Ivana Paradžiković
Ivana Paradžiković (Srijemska Mitrovica, 12. svibnja 1981.), hrvatska televizijska voditeljica, urednica i novinarka.

## Životopis
Djetinjstvo je provela u srijemskom selu Kukujevcima kod Šida u obitelji Hrvata, u braku starosjedilačkog Hrvata i Hrvatice iz obitelji hrvatskih doseljenika iz Imotskog. S 8 godina, u vrijeme raspada SFRJ i progona Hrvata u Vojvodini, s užom obitelji napušta rodno selo. 
Odselili su u Zagreb. Godine 2000. je upisala novinarstvo na Fakultetu političkih znanosti u Zagrebu, smjer tisak. Godine 2021. godine magistrirala je novinarstvo na Sveučilištu Sjever.
Od 2003. radi na televiziji. Radila je kao novinarka, izvjestiteljica, producentica i autorica scenarija. Nakon šest godina dobila je glavno mjesto pred televizijskim kamerama u informativnim emisijama, kao voditeljica u emisiji Vijesti i u središnjoj informativnoj emisiji 'Dnevnik Nove TV' te poslije u emisiji Provjereno.

## Zasluge
- "Dnevnik Nove TV" kao voditeljica
- "Provjereno" kao urednica i voditeljica

## Vanjske poveznice
- Stranica informativnog programa Nove TV
- Ivana Paradžiković: Tjera me želja za pravdom, intervju za Slobodnu Dalmaciju